# Goose Cove East
Goose Cove East is een gemeente (town) in de Canadese provincie Newfoundland en Labrador die gelegen is op het eiland Newfoundland.

## Geschiedenis
In 1971 werd het dorp een gemeente met de status van local government community (LGC). In 1980 werden LGC's op basis van The Municipalities Act als bestuursvorm afgeschaft. De gemeente werd daarop automatisch een community om een aantal jaren later uiteindelijk een town te worden.

## Geografie
Goose Cove East ligt op het Great Northern Peninsula, het 250 km lange schiereiland in het uiterste noorden van Newfoundland. Het plaatsje ligt aan de noordoostkust van dat schiereiland, aan de noordelijke oever van Hare Bay. Iets meer dan 20 km ten zuidwesten van Goose Cove East ligt het Hare Bay Islands Ecological Reserve.

## Demografie
Demografisch gezien is Goose Cove East, net zoals de meeste kleine dorpen op Newfoundland, aan het krimpen. Tussen 1991 en 2021 daalde de bevolkingsomvang van 373 naar 172. Dat komt neer op een daling van 201 inwoners (-53,9%) in dertig jaar tijd.
| Jaar | Aantal inwoners | Verschil |
| ---- | --------------- | -------- |
| 1991 | 373             | –        |
| 1996 | 315             | -15,5%   |
| 2001 | 287             | -8,9%    |
| 2006 | 234             | -18,5%   |
| 2011 | 211             | -9,8%    |
| 2016 | 174             | -17,5%   |
| 2021 | 172             | -1,1%    |